# Berardo I da Varano
Berardo I da Varano (... – marzo 1329) è stato un condottiero e politico italiano, fu il secondo signore di Camerino.

## Biografia
Era figlio di Gentile I da Varano e di Alteruccia d'Altino. Morto il padre nel 1284, divenne signore di Camerino, che governò assieme al fratello Rodolfo sino al 1316.
Di parte guelfa, partecipò nel 1288 ad una spedizione a favore di Perugia contro Foligno e, risultato vincitore, nel 1289 fu procalamato capitano del popolo della città. Ricoprì la stessa in altre importanti città: nel 1294 Pistoia, nel 1296 Firenze e nel 1297 Bologna. In questo anno passò al servizio di papa Bonifacio VIII. Eletto nel 1300 podestà di San Ginesio, conservò la carica per cinque volte. Fu inoltre podestà di Macerata nel 1316 e nel 1322 partecipò alla presa di Recanati, ma venne sconfitto dai ghibellini sotto le mura di Osimo. Nominato nel 1319 da papa Giovanni XXII marchese di Ancona, Berardo rappresentò per il Papato di Avignone l'uomo giusto per conservare i possedimenti dello Stato della Chiesa e divenne ricco e potente.
Accolse presso di sé il giurista e poeta Cino da Pistoia, divenuto un fedele guelfo.
Berardo I morì nel 1329.

## Discendenza
Sposò una certa Emma (?-1336) ed ebbero tre figli:
- Margherita, sposò Gentile Ruvolone
- Gentile (?-1355), signore di Camerino
- Gozzo, politico